# Brankovac (Mostar, BiH)
Brankovac je poznata četvrt grada Mostara smještena na lijevoj obali rijeke Neretve, Federacija BiH, BiH u kojoj su živjele neke od najznačajnijih ličnosti Mostara kao što je bio Aleksa Šantić i Džemal Bijedić. U Šantićevoj rodnoj kući je smještena Evanđeoska Crkva.

## Povijest
Kroz svoju višestoljetnu povijest ova četvrt je bila strogo vezana za područje Starog grada u Mostaru. Poznate građevine su Sahat-kula, Džamija Nesuh-age Vučjakovića poznata kao džamija pod lipom te jedna od tri potkupolne džamije u Mostaru, Narodno pozorište, Pozorište lutaka (do 1952. tu je bila sinagoga), zatim rodna, a danas spomen kuća Džemala Bijedića koja je ujedno i muzej Hercegovine, Saborna crkva Svete Trojice, Crkva rođenja presvete Bogorodice (stara crkva) u Mostaru, Mitropolija ili Episkopska palata,, Vojarna Istočni logor u Mostaru.